# Chimarra florida
Chimarra florida är en nattsländeart som beskrevs av Ross 1944. Chimarra florida ingår i släktet Chimarra och familjen stengömmenattsländor. Inga underarter finns listade i Catalogue of Life.